# واپن‌هام
واپن‌هام (به انگلیسی: Wappenham) یک روستا و محله مدنی در بریتانیا است که در South Northamptonshire واقع شده‌است. واپن‌هام ۲۹۴ نفر جمعیت دارد.